# Abdoullahuchaghi
Abdoullahuchaghi est un village de la région de Kelbajar en Azerbaïdjan.

## Histoire
En 1993-2020, le village était sous le contrôle des forces armées arméniennes. Le 25 novembre 2020, sur la base d'un accord trilatéral entre l'Azerbaïdjan, l'Arménie et la Russie en date du 10 novembre 2020, la région de Kelbajar, y compris le village d'Abdoullahuchaghi, a été restituée sous le contrôle de l'Azerbaïdjan.

## Sources
Sari boulag, Qara Boulag, Soyuq boulag, Dach boulag, Tchala boulag, Isgandarin boulaghi, Qorkhulu boulag, Feyruzun boulaghi, Avalikli boulag, Tchinguil boulag, Ayi guilaci, Chor boulag, Baldirghanli, Kora, Gullunun boulaghi, Pohrali tourch sou, Aghqaya boulaghi, Tourch sou, Kamalin tourch souyou, Otay souyou, Gendara boulaghi, Goy boulag, Muceyibin boulaghi, Chirinin boulaghi, Qaraqayanin boulaghi, etc.